# Panton (Nisam)
Panton is een bestuurslaag in het regentschap Aceh Utara van de provincie Atjeh, Indonesië. Panton telt 650 inwoners (volkstelling 2010).